# 阪東妻之助
阪東 妻之助（ばんどう つまのすけ、明治38年（1905年）7月26日 - 昭和8年（1933年）6月20日）は、日本の歌舞伎役者、俳優である。本名は西野 一郎（にしの いちろう）。旧芸名は片岡 千代駒。

## 来歴・人物
明治38年（1905年）7月26日、東京市下谷区三ノ輪の生まれ。9歳で芸界に入る。
大正8年（1919年）、15歳の時に歌舞伎役者片岡仁左衛門の門下生となる。同門出身者に、阪東藤助（のちの阪東妻三郎）がいて、国際活映の活動写真に仕出し出演していたことから、国活の活動写真に阪東とともに出演するようになる。丸顔の背の低い人物で、若衆や女形に向き、「片岡千代駒」を名乗った。
大正11年（1922年）、『中将姫』に出演の記録がある。『牛若丸』など主演作もあった。
その後、松竹蒲田撮影所、東亜キネマ、マキノ・プロダクションと転々とする。
大正14年（1925年）8月、阪妻が阪東妻三郎プロダクションを京都太秦に設立。直後に同プロに入社。同年末に、阪妻の門弟として新たに「阪東妻之助」と改名。
阪妻に、中村吉松とともに最も目をかけられた役者の一人だった。
大正15年（1926年）から昭和2年（1927年）まで、阪妻・立花・ユニヴァーサル聯合映画時代に10数本の剣戟映画に主演。昭和2年（1927年）の大作『大義』では、阪妻の相手役として大役の此木光之亟を演じ、極寒の彦根ロケで雪中阪妻と組み打ちのまま水中へ転げこみ立ち廻りとなる熱演を見せた。しかし、この年阪妻プロに今東光が、義弟で高松プロの新スタア草間実を連れて文芸顧問として入社。また松竹蒲田から梅若礼三郎も入社し、草間・梅若の新スタアの前に脇役へ追いやられる。
昭和3年（1928年）、松竹蒲田時代劇部が不振を受け閉鎖、阪妻プロへ市川松之助が入社。阪妻プロでは、阪妻主演ものと、草間・梅若・市川の三人の主演ものとの二部体制での製作方針が決まり、阪妻の同士である中村吉松とともに主演の座を閉ざされてしまう。これを受け、同年秋に阪妻プロを退社。
昭和4年（1929年）春、河合映画製作社に入社。『春怨経』、『山形屋藤蔵』、『血戦面影橋』などで主演・順主演するが長続きしなかった。
昭和6年（1931年）、阪妻谷津プロに復帰。大ヒット作『牢獄の花嫁』の前篇・解決篇に出演。
昭和7年（1932年）、『神変麝香猫』や『情熱地獄』に出演するが、すでに妻之助の時代は去っていた。
昭和8年（1933年）、熱海錦浦海岸で、愛人とともに入水自殺。満27歳没。